# Hiziz
Hiziz (hizis; lat. Chysis), rod kaćunovki smješten u vlastiti podtribus Chysidinae (ili Chysinae), dio tribusa Epidendreae. 
Postoji 15 priznatih vrsta koje rastu od južnog Meksika preko Srednje Amerike na jug do Perua i Bolivije, te dijelovima Brazila (Mato Grosso).

## Vrste
1. Chysis addita Dressler
2. Chysis archilae Chiron
3. Chysis aurea Lindl.
4. Chysis bractescens Lindl.
5. Chysis bruennowiana Rchb.f. & Warsz.
6. Chysis chironii Archila
7. Chysis domei Archila & Chiron
8. Chysis guimaraensis Benelli & E.M.Pessoa
9. Chysis laevis Lindl.
10. Chysis limminghei Linden & Rchb.f.
11. Chysis orichalcea Dressler
12. Chysis pluricostata Dressler
13. Chysis tribouillieri Archila & Chiron
14. Chysis tricostata Schltr.
15. Chysis violacea Dressler
16. Chysis ×confusa Archila & Chiron

## Sinonimi
- Thorvaldsenia Liebm.